# Palatítsia
Palatítsia är en ort i Grekland.   Den ligger i prefekturen Nomós Imathías och regionen Mellersta Makedonien, i den norra delen av landet, 300 km norr om huvudstaden Aten. Palatítsia ligger 98 meter över havet och antalet invånare är 927.
Terrängen runt Palatítsia är kuperad söderut, men norrut är den platt. Runt Palatítsia är det glesbefolkat, med 17 invånare per kvadratkilometer. Närmaste större samhälle är Véroia, 12,7 km väster om Palatítsia. I omgivningarna runt Palatítsia växer i huvudsak blandskog.